# Harry Paton
Pour les articles homonymes, voir Paton.
Ne doit pas être confondu avec l'acteur britannique Harry Hadden-Paton.
Harrison « Harry » Paton né le 23 mai 1998 à Kitchener en Ontario, est un joueur international canadien de soccer, qui joue au poste de milieu central. 
Il est le frère aîné de Ben Paton (en), footballeur également,,.

## Biographie

### Carrière en club

#### Débuts et formation
Natif de Kitchener, Harry Paton fait ses débuts sportifs à Kitchener SC, un club de sa ville natale,. Il rejoint l'équipe des moins de 18 ans de Fulham, puis des moins de 20 ans des Hearts,. Le 13 juillet 2017, il est prêté pour six mois à Stenhousemuir FC qui évolue en Scottish League Two. Le 5 août, il fait ses débuts professionnels en League Two contre Stirling Albion et inscrit d'ailleurs son premier but sous ses nouvelles couleurs lors de ce match (défaite 2-3). Puis, en janvier 2018 son prêt est prolongé jusqu'à la fin de la saison. Il est membre de l'équipe-type de la Scottish League Two le 22 mai. Quatre jours plus tard, il remporte le trophée Starshot du Falkirk Herald (en). Individuellement, il inscrit 8 buts en 39 matchs pour sa première saison professionnelle et contribue ainsi grandement à la montée du club en Scottish League One,.

#### Ross County FC
Le 20 juin 2018, il signe un contrat d'un an avec le Ross County qui évolue en Scottish Championship,. Il dispute son premier match en Scottish League Cup sous ses nouvelles couleurs contre Alloa Athletic et inscrit également son premier but le 28 juillet (victoire 0-2). Le 11 septembre, il est de nouveau prêté à Stenhousemuir FC jusqu'en janvier 2019. De retour de prêt en janvier 2019, il fait ses débuts en Championship contre Greenock Morton (défaite 1-0),. Il y remporte le championnat de deuxième division dès sa première saison lui permettant de découvrir la première division. Il signe un nouveau contrat d'un an avec les Staggies.
Le 3 août 2019, il fait ses débuts en Scottish Premiership contre Hamilton Academical (victoire 3-0). Puis, le 14 septembre, il dispute son premier match en tant que titulaire en Premiership contre St Mirren (victoire 2-1). Il signe un nouveau contrat avec les Staggies le 25 mai 2020.
La saison suivante, il inscrit son premier but en Premiership contre Hibernian le 30 décembre 2020 (victoire 0-2),. Le 21 février 2021, il délivre une passe décisive sur coup franc à Jordan White (en) pour l'unique but de la rencontre face au Celtic,. Le 22 juin 2022, il quitte les Staggies après avoir refusé une prolongation de contrat,.

#### Motherwell FC
Sans contrat depuis l'été 2022, il signe jusqu'à la fin de la saison au Motherwell FC le 1er avril 2023,. Il retrouve son ancien entraineur du Ross County FC, Stuart Kettlewell,. Quelques heures plus tard, il fait ses débuts avec les Steelmen en entrant en jeu, en seconde mi-temps, à la place de Blair Spittal contre Hibernian FC. Le 22 juin, il prolonge son contrat de deux ans à Motherwell, où il est désormais engagé jusqu'en 2025.

### Carrière internationale
En février 2015, Harry Paton participe au championnat de la CONCACAF des moins de 17 ans avec l'équipe du Canada des moins de 17 ans,. Pendant le championnat, il dispute six rencontres. Le 23 février 2021, il figure sur une liste préliminaire de 50 joueurs pour le tournoi pré-olympique masculin de la CONCACAF 2020 avec les moins de 23 ans.
Le 1er juillet 2021, il est retenu dans la liste des vingt-trois joueurs canadiens sélectionnés par John Herdman pour disputer la Gold Cup 2021,,. Il va rester à l’écart conformément au protocole de Covid-19 après qu’un certain nombre de joueurs et de membres du personnel de son club en Écosse ont subi des tests positifs à la maladie et va louper les deux premières rencontres contre la Martinique et Haïti,,. Il ne dispute finalement aucune rencontre et la sélection s'incline en demi-finale contre le Mexique,.
Le 5 octobre 2023, il est de nouveau convoqué en sélection par Mauro Biello pour participer à un match amical, contre le Japon,. Le 13 octobre suivant, il honore sa première sélection en entrant en cours de jeu — à la place de Samuel Piette — contre le Japon,,.

## Statistiques

### Statistiques détaillées
| Saison                | Club                    | Championnat           | Championnat | Championnat | Coupe nationale | Coupe nationale | Coupe de la Ligue | Coupe de la Ligue | Autres compétitions | Autres compétitions | Autres compétitions | Canada | Canada | Total | Total |
| Saison                | Club                    | Division              | M.          | B.          | M.              | B.              | M.                | B.                | Comp.               | M.                  | B.                  | M.     | B.     | M.    | B.    |
| 2017-2018             | Stenhousemuir FC (prêt) | League Two            | 31          | 8           | 2               | 0               | 2                 | 0                 | PO                  | 4                   | 0                   | -      | -      | 39    | 8     |
| 2018-2019             | Stenhousemuir FC (prêt) | League One            | 13          | 1           | 1               | 0               | -                 | -                 | -                   | -                   | -                   | -      | -      | 14    | 1     |
| Sous-total            | Sous-total              | Sous-total            | 44          | 9           | 3               | 0               | 2                 | 0                 | -                   | 4                   | 0                   | -      | -      | 53    | 9     |
| 2018-2019             | Ross County FC          | Championship          | 4           | 0           | -               | -               | 1                 | 1                 | CC                  | 2                   | 0                   | -      | -      | 7     | 1     |
| 2019-2020             | Ross County FC          | Premiership           | 19          | 0           | 1               | 0               | 3                 | 1                 | CC                  | 1                   | 0                   | -      | -      | 24    | 1     |
| 2020-2021             | Ross County FC          | Premiership           | 35          | 1           | 0               | 0               | 5                 | 1                 | -                   | -                   | -                   | -      | -      | 40    | 2     |
| 2021-2022             | Ross County FC          | Premiership           | 31          | 0           | 1               | 0               | -                 | -                 | -                   | -                   | -                   | -      | -      | 32    | 0     |
| Sous-total            | Sous-total              | Sous-total            | 89          | 1           | 2               | 0               | 9                 | 3                 | -                   | 3                   | 0                   | -      | -      | 103   | 4     |
| 2022-2023             | Motherwell FC           | Premiership           | 7           | 0           | -               | -               | -                 | -                 | -                   | -                   | -                   | -      | -      | 7     | 0     |
| 2023-2024             | Motherwell FC           | Premiership           | 26          | 2           | 2               | 0               | 4                 | 0                 | -                   | -                   | -                   | 1      | 0      | 33    | 2     |
| 2024-2025             | Motherwell FC           | Premiership           | 21          | 0           | -               | -               | 3                 | 0                 | -                   | -                   | -                   | -      | -      | 24    | 0     |
| Sous-total            | Sous-total              | Sous-total            | 54          | 2           | 2               | 0               | 7                 | 0                 | -                   | -                   | -                   | 1      | 0      | 64    | 2     |
| Total sur la carrière | Total sur la carrière   | Total sur la carrière | 187         | 12          | 7               | 0               | 18                | 3                 | -                   | 7                   | 0                   | 1      | 0      | 220   | 15    |

## Palmarès

### En club
Ross County
- Champion de la Scottish Championship en 2019
- Vainqueur de la Scottish Challenge Cup en 2019 (en)

### Distinctions personnelles
- Membre de l'équipe-type de la Scottish League Two en 2018 (en)